# Federación de Jóvenes Verdes Europeos

La Federación de Jóvenes Verdes Europeos es una federación de organizaciones juveniles verdes de toda Europa (de dentro y fuera de la Unión Europea). Es la rama juvenil oficial del Partido Verde Europeo. y trabaja en estrecha colaboración con el CDN en el este de Europa.

Además son miembros de pleno derecho del Foro Europeo de la Juventud (YFJ), que opera dentro del Consejo de Europa y la  Unión Europea trabajando en estrecha colaboración con estos.
La Federación está dirigida por un Comité Ejecutivo de 8 jóvenes

## Miembros
| País o Región       | Nombre (en idioma original)                                        | Nombre (traducción)                                         | Estatus    |
| ------------------- | ------------------------------------------------------------------ | ----------------------------------------------------------- | ---------- |
| Albania             | Rinia e Gjelbër e Shqipërisë                                       | Jóvenes verdes de Albania                                   | Miembro    |
| Austria             | Jugendorganisationen                                               | Plataforma de Organizaciones de Jóvenes Verdes-Alternativos | Miembro    |
| Austria             | Junge Grüne                                                        | Jóvenes Verdes                                              | Miembro    |
| Bélgica             | Jong Groen!                                                        | Jóvenes Verdes!                                             | Miembro    |
| Bélgica             | EcoloJ                                                             | EcoloJ                                                      | Miembro    |
| Bulgaria            | Зелена партия Младежки клуб                                        | Miembro                                                     |            |
| Chipre              | Νεολαία Οικολόγων                                                  | Jóvenes Verdes Chipriotas                                   | Miembro    |
| República Checa     | Mladí zelení                                                       | Young Greens                                                | Miembro    |
| Reino Unido         | Young Greens of England and Wales                                  | Young Greens of England and Wales                           | Miembro    |
| Finlandia           | Vihreiden nuorten ja opiskelijoiden liitto                         | Green Youth and Students League                             | Miembro    |
| Francia             | Jeunes Écologistes                                                 | Young Ecologists                                            | Miembro    |
| Alemania            | Grüne Jugend                                                       | Green Youth                                                 | Miembro    |
| Hungría             | ZöFi (Zöld Fiatalok)                                               | Hungarian Young Greens                                      | Miembro    |
| Irlanda             | Óige Ghlas                                                         | Young Greens                                                | Miembro    |
| Luxemburgo          | Déi Jonk Gréng                                                     | Young Greens                                                | Miembro    |
| Macedonia del Norte | The Ecologists' Movement of Macedonia - Youth                      | The Ecologists' Movement of Macedonia - Youth               | Miembro    |
| Malta               | Alternattiva Demokratika Zghazagh                                  | Youth of the Democratic Alternative                         | Miembro    |
| Países Bajos        | DWARS                                                              | Contrary                                                    | Miembro    |
| Noruega             | Grønn Ungdom                                                       | Green Youth                                                 | Miembro    |
| Polonia             | Ostra Zieleń                                                       | Young Greens and Finance Experts of Poland                  | Miembro    |
| Portugal            | Ecolojovem                                                         | Ecolo youth                                                 | Miembro    |
| Escocia             | Young Greens                                                       | Jóvenes Verdes                                              | Miembro    |
| España              | Juventud Verde                                                     | Juventud Verde                                              | Miembro    |
| España              | Joves Ecosocialistes                                               | Joves Ecosocialistes                                        | Miembro    |
| España              | Joves de VerdsEquo-PV                                              | Joves de VerdsEquo-PV                                       | Miembro    |
| España              | Joves amb Iniciativa                                               | Joves amb Iniciativa                                        | Observador |
| Serbia              | Zelena Omladina                                                    | Young Greens                                                | Miembro    |
| Suiza               | Junge Grüne Schweiz Jeunes Vert-e-s Suisses Giovani Verdi Svizzera | Young Greens Switzerland                                    | Miembro    |
| Ucrania             | Zelena Molod Ukrainy                                               | Green Youth of Ukraine                                      | Miembro    |
| Andorra             | Joventut d'Esquerra Verda                                          | Youth of the Green Left                                     | Candidato  |
| Grecia              | Neoi Prasinoi                                                      | Young Greens                                                | Miembro    |
| Italia              | Giovani Verdi                                                      | Young Greens                                                | Miembro    |
| Rumania             | Asociatia VERZII                                                   | Association of Greens                                       | Miembro    |
| Turquía             | Genç Yeşiller                                                      | Young Greens                                                | Miembro    |
| Suecia              | Grön Ungdom                                                        | Green Youth                                                 | Miembro    |
| Georgia             | ??                                                                 | Georgian Young Greens                                       | Miembro    |
| Eastern Europe      | Cooperation and Development Network Eastern Europe                 | Cooperation and Development Network Eastern Europe          | Observador |